# Mosenergo

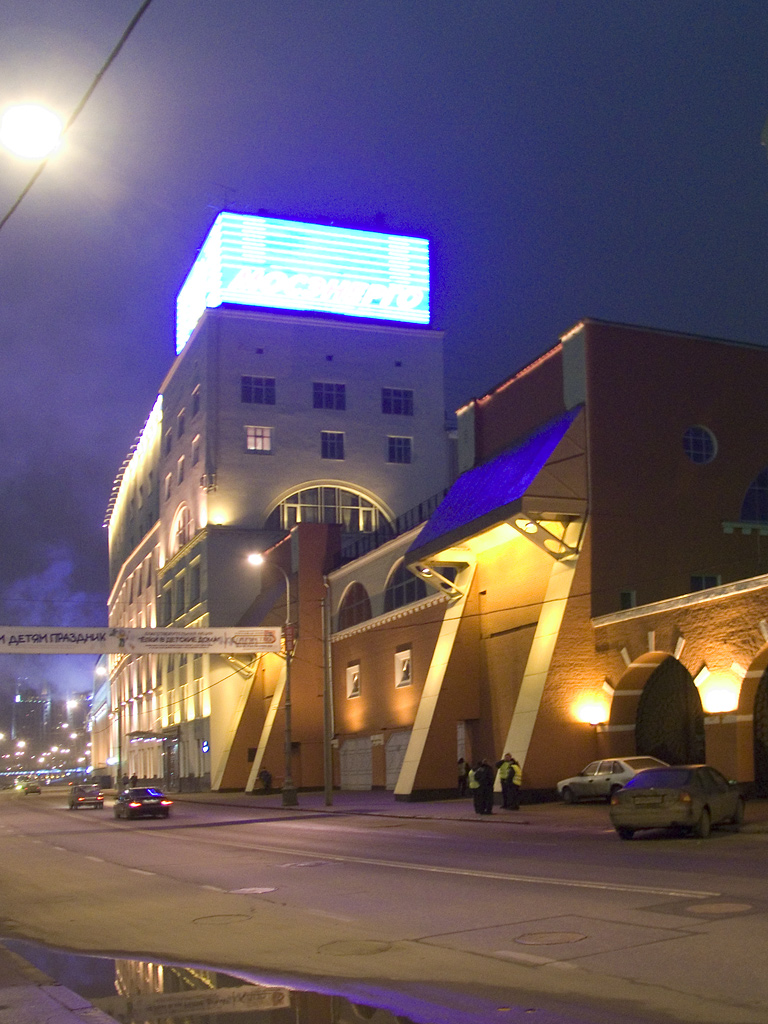
Mosenergo-Hauptsitz in Moskau

Mosenergo (russisch Мосэнерго) ist ein im RTS Index enthaltenes Energieunternehmen aus Russland. Das Unternehmen mit Firmensitz in Moskau gehört mit etwa acht Prozent der landesweiten Stromerzeugung zu den größten Energieversorgern des Landes.
Als Gründungsdatum von Mosenergo, das zugleich der erste Energieversorger Moskaus ist und bis heute das älteste Heizkraftwerk der Stadt betreibt, gilt das Jahr 1887. Die heutige Aktiengesellschaft Mosenergo wurde 1993 gegründet. Das Unternehmen spezialisiert sich auf Strom- und Fernwärmeversorgung in Moskau und näherem Umland. Das Kontrollpaket von 53,5 % gehört der Gazprom Energoholding LLC, 26,45 % der Stadt Moskau, 5,05 % OJSC Inter RAO UES und 15,0 % sind Streubesitz*.

## Daten
- Installierte Leistung zur Stromerzeugung: 12.900 MW (2015)[2]
- Thermische Energie: 43.300 MW (2015)
- Anzahl Kraftwerke: 15